# Anolis eulaemus
Anolis eulaemus är en ödleart som beskrevs av  George Albert Boulenger 1908. Anolis eulaemus ingår i släktet anolisar, och familjen Polychrotidae. IUCN kategoriserar arten globalt som livskraftig. Inga underarter finns listade i Catalogue of Life.

## Bildgalleri

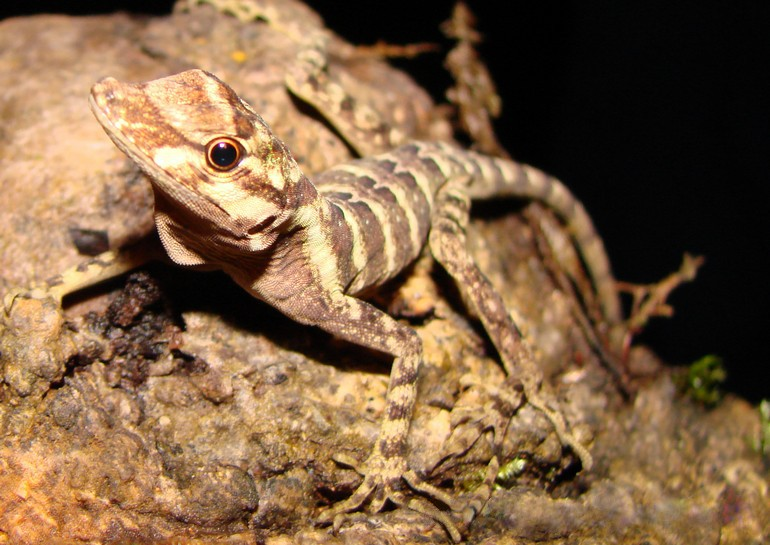